# Костанайский областной государственный архив
Костанайский областной государственный архив (каз. Қостанай облысының мұрағаты) — научный документ, учреждение. Организован в 1936 году. В 1924 году был губернский, в 1926 — окружной архив. В 1931 году вошел в состав Петропавловского отделения центрального государственного архива Казахстана. В архиве собраны документы о работе губернского, окружного, уездного, волостного советов и исполкомов, военных комиссариатов. Около 2 тыс. наименований научно-справочной литературы. Количество документов 400 тыс. В состав архива входят 5 отделений, 17 городских и районных архивов.